# Копылово (Сокольский район)
Копылово — деревня в Сокольском районе Вологодской области.
Входит в состав Воробьёвского сельского поселения, с точки зрения административно-территориального деления — в Воробьёвский сельсовет. Расположена к югу от автодороги А123.
Расстояние по автодороге до районного центра Сокола — 62 км, до центра муниципального образования Воробьёва — 6 км.
По переписи 2002 года население — 1 человек.